# Jazīrat Ḩalā'ib al Kabīrah
Jazīrat Ḩalā'ib al Kabīrah är en ö i Egypten. Den ligger i den sydöstra delen av landet, 1 000 km sydost om huvudstaden Kairo. Arean är 4,0 kvadratkilometer. Den sträcker sig 3,6 kilometer i nord-sydlig riktning, och 3,8 kilometer i öst-västlig riktning.